# Why Don't You Play In Hell?
Why Don't You Play in Hell? (地獄でなぜ悪い?, Jigoku de naze warui, lett. "Che c'è di male nell'inferno?") è un film del 2013 scritto e diretto da Sion Sono.
Il progetto è stato realizzato 15 anni dopo la scrittura della sceneggiatura.

## Trama
Tre ragazzi appassionati di cinema, capitanati dal regista Hirata, incontrano un giovane teppista di nome Sasaki che diventa, per loro, icona di un possibile "Bruce Lee giapponese"; formano così il gruppo "Fuck Bombers" con la benedizione di un anziano proiezionista specializzato nella pellicola 35mm. Nel frattempo divampa una guerra yakuza, che vede il boss Muto alle prese con i sicari di una banda rivale che hanno invaso casa sua per attaccare la moglie; che, per difendersi, li ha uccisi quasi tutti, finendo in prigione. L'unico sopravvissuto, Ikegami, ha un breve incontro con Mitsuko, la figlia bambina di Muto, star di una pubblicità di spazzolini. Scappando, ricoperto di sangue, dalla scena del crimine, viene avvisato e filmato dai Fuck Bombers, entusiasti. La yakuza capitanata da Muto sbaraglia il gruppo rivale uccidendone il boss. Il nuovo capo diventa proprio Ikegami, che propone una tregua. Nel frattempo, tuttavia, decide anche di trasformare la sede della propria banda in un castello ispirato ai film di samurai, con tutti i criminali che girano indossando kimono. Nel frattempo i Fuck Bombers lasciano una preghiera al Dio del cinema, in un tempietto: devono poter fare, prima o poi, un bel film.
Passano 10 anni e la loro missione pare fallita. Il cineclub dei Fuck Bombers è stato abbandonato e il proiezionista è morto. Sasaki in particolare sente un profondo disagio e non crede più nel cinema, motivo per cui abbandona gli amici. Nel frattempo, la guerra tra la yakuza di Muto e la yakuza di Ikegami è continuata, e Muto è disperato perché Mitsuko, nel frattempo diventata attrice, è scappata dal set del musical in cui stava recitando, un film la cui produzione è iniziata per impressionare la moglie di Muto, che sta per uscire dal carcere. Mitsuko comincia a portare con sé l'impacciato Koji, innamorato di lei sin da quando l'aveva vista in TV da bambino nello spot, trascinandolo in violente avventure che non fanno altro che coinvolgerlo di più. Nella disperazione, quando capisce dal regista del musical che ormai il film con Mitsuko non si può più fare, Muto decide di noleggiare dell'attrezzatura e costruire un set con i suoi sottoposti; uno di loro suggerisce che, per uccidere due piccioni con una fava, il film si potrebbe costruire attorno all'inevitabile scontro con Ikegami.
Quando gli uomini di Muto riescono a trovare Mitsuko, pensano erroneamente che Koji l'abbia convinta a scappare e che sia il suo ragazzo. Lo pestano e lo portano al cospetto del boss, ma Mitsuko lo salva dicendo che è un regista e che può essere utile. Trovatosi in una situazione ancora più difficile, Koji scappa e si ritrova di fronte al tempietto, dove gli prende un malore che gli causa un copioso rigetto. Così facendo, umidifica il tempietto e causa la fuoriuscita della preghiera dei Fuck Bombers. Decide di contattare Hirata, e pur dandogli pochi dettagli sul progetto riescono subito a coinvolgerlo appena dicono che hanno i soldi e la pellicola in 35mm. Hirata recupera l'amicizia con Sasaki e conosce il resto della yakuza di Muto, ormai diventati una troupe semi-professionale. Hanno l'idea di provare a convincere Ikegami, anche lui perso in un irrazionale amore per Mitsuko, ad approvare quest'operazione cinematografica e lui, ricordandosi di quando conobbe i Fuck Bombers 10 anni prima, accetta, ma al patto che tutti gli uomini siano armati unicamente di katana.
Inizia lo scontro. Nella strage, Koji e Mitsuko si confessano il reciproco amore, ma lui muore, e muore presto anche Muto. Poco dopo, per vendetta per la morte del boss, uno dei suoi uomini spara a Ikegami con una pistola, e la strage diventa fuori controllo: anche l'operatrice di steadycam e l'operatore per i carrelli cominciano a sparare a chiunque senza distinzione, però muoiono entrambi dietro la macchina da presa. Arriva all'improvviso la polizia, e uccidono prima Ikegami e Mitsuko, poi Sasaki e Hirata. Mentre trucidano tutti i sopravvissuti, Hirata si alza dalla pila di cadaveri e comincia a recuperare tutti i rulli di pellicola girata dalle macchine da presa sparse qua e là per il castello di Ikegami. Scappa, isterico, ricoperto di sangue, urlando e correndo per le strade piovose, gridando «Fuck Bombers!» e «Abbiamo il film!» mentre immagina il cine-club che viene aperto di nuovo e tutti che resuscitano per presentare il film girato, che si chiama Why don't you play in hell?, a un pubblico che li applaude commossi.